# Хатамов Набіжан
Набіжан Хатамов (26 червня 1939, сільрада Сув-Юлдуз, тепер Алтинкульського району Андижанської області, Узбекистан) — радянський узбецький діяч, бригадир будівельного управління № 5 будівельного тресту № 162 міста Андіжана Узбецької РСР. Член Центральної контрольної комісії КПРС у 1990—1991 роках.

## Життєпис
У 1957 році закінчив середню школу № 17 Алтинкульського району Андижанської області.
З 1957 по 1958 рік — відбірник Андижанської бази «Узвзуттяторг» Узбецької РСР.
З 1958 по 1960 рік служив у Радянській армії.
У 1960—1966 роках — робітник Андижанської бази «Узвзуттяторг»; колгоспник колгоспу імені Куйбишева Андижанського району; тесляр міжколгоспної будівельної організації; знову колгоспник колгоспу імені Куйбишева Андижанського району; тесляр будівельного управління № 4 міста Андіжана.
З 1966 року — бригадир будівельного управління № 5 будівельного тресту № 162 міста Андіжана Узбецької РСР.
Член КПРС з 1970 року.
Подальша доля невідома.